# Salbrovad
Salbrovad er en et lokalområde i Barløse Sogn, Assens Kommune.
Salbrovad var oprindeligt et vadested ved Puge Mølleå. Tidligere var der i Salbrovad tre saftstationer under Assens Sukkerfabrik; der var en lukket jernbane mellem saftstationerne og selve fabrikken i Assens. Den sidste saftstation blev nedlagt i 1958, da kedlen sprang. Efterfølgende blev bygningen overtaget af Sandager Brugs. Der har også tidligere været købmand i Salbrovad.
Salbrovad har altid været tæt forbundet med den nærtliggende landsby Sandager, og området omtales ofte som Sandager-Salbrovad. Salbrovadskolen og Salbrovadhallen er fælles for dette område.